# Шостка
Шостка (укр. Шостка) град је у Украјини, у Сумској области. Према процени из 2012. у граду је живело 79.657 становника.

## Становништво
Према процени, у граду је 2012. живело 79.657 становника.
| 1979.  | 1989.  | 2001.  | 2012.  |
| ------ | ------ | ------ | ------ |
| 82.036 | 92.882 | 87.130 | 79.657 |